# Ernst Althoff
Ernst Josef Althoff (* 28. Januar 1928 in Krefeld; † 20. Juli 2016 ebenda) war ein deutscher Architekt und Designer. Von 1963 bis 1993 lehrte er Architektur an der Kunstakademie Düsseldorf.

## Leben
Althoff wuchs als Sohn des Tischlermeisters Johannes Althoff in Krefeld auf. Um dem Marschieren in der Hitlerjugend zu entgehen, besuchte er einen Modellbaukurs, den ein Volksschullehrer anbot. Dort baute er Flugzeugmodelle. Nach der Schule machte er eine Tischlerlehre bei seinem Vater. Von 1944 bis 1948 studierte er Architektur und Innenarchitektur an der Meisterschule für das Gestaltende Handwerk, der späteren Werkkunstschule Krefeld. Diese Fächer vertiefte er anschließend an der Kunstakademie Düsseldorf unter Hans Schwippert, der ihn auf Empfehlung von Stephan Hirzel (1899–1970), dem kurzzeitigen Direktor der Krefelder Meisterschule, 1950 in seine Klasse aufnahm. 1955 begann er seine Tätigkeit als freiberuflich arbeitender Architekt. Das Atelier, das Althoff hierzu 1956 an der Mittelstraße 33 in Krefeld bezogen hatte, bildete ein Zentrum fachlicher Besprechungen zum Thema „Holz“ sowie kulturpolitisch-philosophischer Diskussionen, an denen neben dem Bildhauer Joseph Beuys und dem Dichter Adam Rainer Lynen (* 1923) auch andere Gäste teilnahmen, etwa die Künstler Rolf Crummenauer, Holger Runge und Hans Ostendorf sowie die Schriftsteller Franz Schonauer und Heinar Kipphardt. 1963 von Schwippert als Dozent an die Düsseldorfer Akademie berufen unterrichtete er dort bis 1993 die Baukunstklasse, seit 1972 als Professor. Eine Meisterschülerin Althoffs war Ulrike Zilly. Mit Niklaus Fritschi, einem weiteren ehemaligen Schüler, bildete er 1979 eine Ateliergemeinschaft.  
Außer dem eigenen Wohnhaus entwarf Althoff hauptsächlich Ausstellungsarchitekturen, etwa Beiträge für den Deutschen Pavillon auf den Weltausstellungen Brüssel 1958 und Montreal 1967, diverse Möbel (Einzel- und Serienmöbel, darunter ein Bett aus Eichenholz und Stahl für Joseph Beuys), Holzkonstruktionen und -objekte sowie Schmuck. 1963 erhielt er den Förderpreis des Landes Nordrhein-Westfalen für junge Künstlerinnen und Künstler. In den 1970er Jahren engagierte er sich mit Roland Günter, Fritschi und anderen für den Erhalt der Siedlung Eisenheim in Oberhausen. 2010 ernannte die Kunstakademie Düsseldorf Althoff zu ihrem Ehrenmitglied. Althoff war Mitglied im Deutschen Künstlerbund.